# Барба, Габриэль Бернардо
Габриэль Бернардо Барба (исп. Gabriel Bernardo Barba; 24 апреля 1964 год, Морон, Аргентина) — католический прелат, второй епископ Грегорио-де-Лаферрере с 19 декабря 2013 года.

## Биография
Родился 24 апреля 1964 года в городе Морон, Аргентина. Получил начальное образование в начальной школе имени Пия IX и среднее образование — в колледже Святого Иосифа в Мороне. В 1984 году поступил в семинарию Святого Иосифа епархии Морона. 12 августа 1989 года был рукоположён в священники для служения в епархии Морона. 13 мая 1997 года инкардинирован в епархию Мерло — Морено. В 2000 году окончил изучение канонического права в Папском католическом университете Пресвятой Девы Марии в Буэнос-Айресе. После получения докторской степени преподавал каноническое право в этом же университете.
Служил викарием в приходе святого Иуды Фаддея (1989) и святого Франциска в городе Итусайнго. В 1995 году назначен настоятелем прихода Милосердного Христа. С 1993 по 1996 год — секретарь епископского комитета по работе с молодёжью.
19 декабря 2013 года Папа Римский Франциск назначил его епископом Грегорио-де-Лаферрере. 1 марта 2014 года в соборе Христа Царя в городе Грегорио-де-Лаферрере состоялось его рукоположение в епископы, которое совершил епископ-эмерит епархии Грегорио-де-Лаферрере Хуан Орасио Суарес в сослужении с епископ Ла-Риохи Марсело Даниэлем Коломбо и епископом-эмеритом Сан-Исидро Альсидесом Хорхе Педро Касаретто.